# 蘭彭伯格

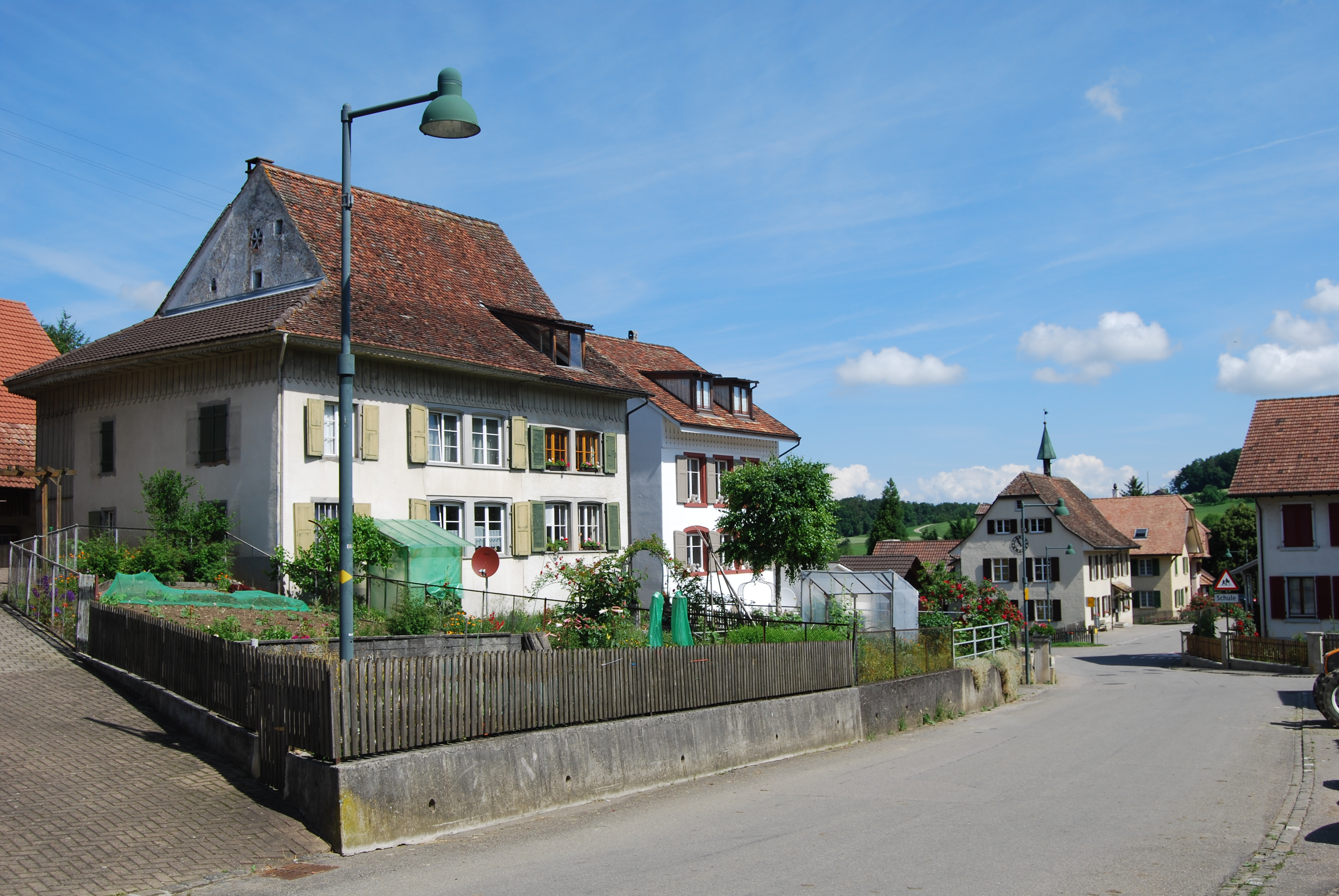

蘭彭伯格是瑞士的城鎮，位於該國北部，由巴塞爾鄉村州負責管轄，面積3.99平方公里，海拔高度522米，2012年人口517，七成人口信奉基督教，人口密度每平方公里130人。